# Reader (Arkansas)
Reader es un lugar designado por el censo ubicado en el condado de Ouachita en el estado estadounidense de Arkansas. En el Censo de 2010 tenía una población de 66 habitantes y una densidad poblacional de 10,9 personas por km².

## Geografía
Reader se encuentra ubicado en las coordenadas 33°45′6″N 93°6′4″O / 33.75167, -93.10111. Según la Oficina del Censo de los Estados Unidos, Reader tiene una superficie total de 6.06 km², de la cual 6.06 km² corresponden a tierra firme y (0%) 0 km² es agua.

## Demografía
Según el censo de 2010, había 66 personas residiendo en Reader. La densidad de población era de 10,9 hab./km². De los 66 habitantes, Reader estaba compuesto por el 48.48% blancos, el 42.42% eran afroamericanos, el 0% eran amerindios, el 7.58% eran asiáticos, el 0% eran isleños del Pacífico, el 0% eran de otras razas y el 1.52% pertenecían a dos o más razas. Del total de la población el 0% eran hispanos o latinos de cualquier raza.